# Aaron (Vorname)
Aaron ist ein männlicher Vorname.

## Herkunft und Bedeutung
Die Etymologie des Namens Aaron, hebräisch אַהֲרֹן ʾahᵃrōn, ist nicht endgültig geklärt.
Es könnte sich um einen ägyptischen Namen handeln. Möglich ist dann eine Herleitung von der Wurzel ‘3 rn „groß ist der Name (Gottes)“, der der Gesenius jedoch aus lautlichen und onomastischen Gründen widerspricht, oder vom ägyptischen Titel ḥrj „Oberer, Anführer“ mit der hebräischen Endung -on.
Ebenfalls möglich ist ein ursprünglich hebräischer Name, bei dem sich im Ägyptischen ein Lautwandel von L zu R vollzogen hat. Dann läge dem Namen Aaron אַהֲלוֹן ʾahᵃlōn zugrunde, was auf אֹהֶל ’ōhæl „Zelt“ zurückgeht und mit „Zeltmann“ i. S. v. „Beschützer“ zu übersetzen ist.
Im Alten Testament ist der Ahnherr der Priesterschaft Aaron der einzige Namensträger.

## Verbreitung
Als englischer Name ist Aaron seit der Reformation in Gebrauch. Im Vereinigten Königreich hat er sich unter den beliebtesten Jungennamen etabliert. In England und Wales sank seine Popularität seit den 1990er Jahren leicht. Im Jahr 2021 belegte er Rang 119 der Hitliste. In Nordirland verließ der Name im Jahr 2001 die Top-10 der Vornamenscharts und wird seitdem immer seltener vergeben. Im Jahr 2021 stand er auf Rang 99. In Schottland zählt der Name seit 1981 zu den 100 meistgewählten Jungennamen. Ihren Höhepunkt erreichte die Popularität in den Jahren 2009 und 2010 mit Rang 7 der Hitliste. Im Jahr 2021 stand der Name auf Rang 51 der Vornamenscharts. Ein ähnliches Bild zeigt sich auch in Irland.
In den USA war der Name bereits im ausgehenden 19. Jahrhundert mäßig beliebt. Seit den 1940er Jahren nahm seine Popularität zu. Seit 1968 zählt er zu den 100 meistgewählten Jungennamen, die Topränge konnte er dabei jedoch nie erreichen. Insbesondere von den 1970er bis in die 1990er Jahre war er beliebt, zuletzt sank seine Popularität leicht, sodass er im Jahr 2021 in den Vornamenscharts Rang 65 belegte. Von 1930 bis 2022 wurde der Name etwa 588.000 Mal an Jungen vergeben. Ähnlich verhält es sich in Kanada, Australien und Neuseeland.
Auch im spanischen Sprachraum ist der Name verbreitet. In Spanien hat er sich im Mittelfeld der Top-100 etabliert. Im Jahr 2021 belegte er Rang 55 der Hitliste. Ein ähnliches Bild zeigt sich in Chile, wo der Name im selben Jahr auf Rang 59 stand. In Mexiko lag der Name im Jahr 2021 auf dem 57. Rang. Seit 2017 befindet sich der Name in Puerto Rico in den Top-30.
In Belgien zählt der Name Aaron seit 2005 zur Top-100 der Vornamenscharts, wo er sich rasch unter den 50 meistgewählten Jungennamen etablierte. Im Jahr 2021 belegte er Rang 37 der Hitliste.
Der Name wird in den Niederlanden seit 1930 jährlich bei der Namenswahl berücksichtigt. In den 1930er Jahren war der Name mäßig beliebt, danach ließ seine Beliebtheit nach. Seine Popularität stieg seit Anfang der 1990er Jahre wieder an, in den letzten Jahren befindet er sich in der Liste der populären Namen.
In Frankreich stieg der Name Aaron in den späten 1990er und frühen 2000er Jahren rasch in den Vornamenscharts auf. Erreichte er im Jahr 1997 erstmals die Top-500, gelang ihm bereits 10 Jahre später der Sprung in die Top-100. Im Jahr 2021 erreichte der Name mit Rang 15 seine bis dahin höchste Platzierung in den Vornamenscharts.
Aaron ist in Polen nur mäßig beliebt, er wird aber seit 2000 alljährlich an neugeborene Jungen vergeben.
Der Name kommt in den nordischen Ländern Dänemark und Norwegen relativ selten vor, dahingegen ist er in Schweden beliebter. Auch in Finnland ist der Name nachweislich in der Namensgebung anzutreffen.
In der Schweiz befindet sich der Name Aaron seit Anfang der 1970er Jahre im Aufwärtstrend. Seit 2002 verließ er die Hitliste der 100 meistgewählten Jungennamen nicht mehr. Im Jahr 2020 erreichte der Name erstmals die Top-10. Im darauffolgenden Jahr sank die Popularität des Namens, sodass er auf Rang 19 stand. Von 1930 bis 2022 wurden rund 4.600 Jungen so genannt.
Der Name kommt in Österreich seit 1984 regelmäßig in der Namensgebung vor. Seit 2015 befindet er sich konstant in der Liste der beliebten Vornamen. Von 1984 bis 2022 wurde er etwa 2.000 Mal vergeben.
In Deutschland war der Name Aaron bereits im Mittelalter in jüdischen Familien verbreitet. Seit den 1980er Jahren ist er auch religionsübergreifend beliebt und befindet sich seitdem im Aufwärtstrend. Im Jahr 2021 stand er auf Rang 34 der Hitliste. Dabei tragen rund 79 % die Schreibweise Aaron, nur etwa 21 % die Variante Aron.

## Varianten
- Arabisch: هارون hārūn, Harun
- Bosnisch: Harun
- Dänisch: Aron
- Englisch: Aaren, Arin, Aaron
- Estnisch: Aaro
- Finnisch: Aaro
- Griechisch: Ααρων Aarōn
- Hebräisch: אַהֲרֹן ʾahᵃrōn, Aharon
- Isländisch: Aron
- Italienisch: Aronne
- Kroatisch: Aron
- Litauisch: Aronas
- Niederländisch: Aäron
- Norwegisch: Aron
- Polnisch: Aron
- Portugiesisch: Arão, Aarão
- Schwedisch: Aron
- Spanisch: Aarón
- Türkisch: Harun
- Ungarisch: Áron

## Namenstag
Der Namenstag wird nach Aaron, dem Bruder Moses, am 1. Juli gefeiert.

## Namensträger

### Einname
- Aaron (biblische Person)
- Aaron von Caerleon († 304), englischer Märtyrer
- Aaron (Eremit) (6. Jahrhundert)
- Aaron von Alexandria (7. Jahrhundert), alexandrinischer Arzt
- Aaron von Auxerre († um 813), Bischof von Auxerre
- Aaron von St. Martin in Köln († 1052), Abt von St. Martin in Köln
- Aaron von Krakau († 1059), Erzbischof von Krakau
- Aaron von Lincoln († 1186), englischer Finanzier
- Aaron von Pesaro († 1563), italienischer Geschäftsmann und Wissenschaftler

### Aaron
- Aaron Allston (1960–2014), US-amerikanischer Schriftsteller
- Aaron Altaras (* 1995), deutscher Schauspieler
- Aaron Antonovsky (1923–1994), US-amerikanisch-israelischer Soziologe
- Aaron Arens (* 1988), Schweizer Regisseur und Schauspieler
- Aaron Ashmore (* 1979), kanadischer Schauspieler
- Aaron Baddeley (* 1981), australischer Profigolfer
- Aaron Banks (* 1997), US-amerikanischer American-Football-Spieler
- Aaron Bean (* 1967), US-amerikanischer Politiker
- Aaron T. Beck (1921–2021), US-amerikanischer Psychiater und Psychotherapeut
- Aaron Berechja di Modena († 1639), italienischer Kabbalist
- Aaron Bernstein, (1812–1884), deutscher Schriftsteller, Mitbegründer der Jüdischen Reformgemeinde in Berlin
- Aaron Boadu (* 1986), deutscher American-Football-Spieler
- Aaron Brewer (* 1990), US-amerikanischer American-Football-Spieler
- Aaron Brooks (* 1985), US-amerikanischer Basketballspieler
- Aaron Brown (* 1992), kanadischer Sprinter
- Aaron Burr (1756–1836), US-amerikanischer Politiker
- Aaron Ibn Chajjim (1545–1632), jüdischer Gelehrter und Autor
- Aaron Carter (1987–2022), US-amerikanischer Sänger
- Aaron Chia (* 1997), malaysischer Badmintonspieler
- Aaron Clapham (* 1987), neuseeländischer Fußballspieler
- Aaron ben David Cohen von Ragusa († 1656), Rabbiner und Kaufmann in Ragusa
- Aaron Connolly (* 2000), irischer Fußballspieler
- Aaron Cook (* 1983), US-amerikanischer Basketballspieler
- Aaron Copland (1900–1990), US-amerikanischer Komponist
- Aaron Dessner (* 1976), US-amerikanischer Musiker, Songwriter und Musikproduzent
- Aaron Donald (* 1991), US-amerikanischer American-Football-Spieler
- Aaron Donkor (* 1995), deutsch-ghanaischer American-Football- und Basketballspieler
- Aaron Eckhart (* 1968), US-amerikanischer Schauspieler
- Aaron Franken (* 1976), arubanischer Poolbillardspieler
- Aaron Friesz (* 1988), österreichischer Schauspieler
- Aaron Gordon (* 1995), US-amerikanischer Basketballspieler
- Aaron Gustavson (* 1986), US-amerikanischer Pokerspieler
- Aaron Hart (1670–1756), Rabbiner in London
- Aaron Hernandez (1989–2017), US-amerikanischer American-Football-Spieler
- Aaron Hickey (* 2002), schottischer Fußballspieler
- Aaron Hildebrand (* 1980), deutscher Schauspieler
- Aaron Hilmer (* 1999), deutscher Schauspieler
- Aaron Holiday (* 1996), US-amerikanischer Basketballspieler
- Aaron Hunt (* 1986), deutscher Fußballspieler
- Aaron Hyman (1863–1937), Rabbiner und Autor
- Aaron Jeffery (* 1970), neuseeländischer Schauspieler
- Aaron Johnson (* 1983), kanadischer Eishockeyspieler
- Aaron J. Johnson (* um 1970), US-amerikanischer Jazzmusiker (Posaune) und Hochschullehrer
- Aaron Jones (* 1994), US-amerikanischer American-Football-Spieler
- Aaron ben Joseph, karäischer Schriftgelehrter
- Aaron Judge (* 1992), US-amerikanischer Baseballspieler
- Aaron Karl (* 1990), österreichischer Schauspieler und Musiker
- Aaron Keller (* 1993), deutscher Schauspieler
- Aaron Kimmel (* ≈1990), US-amerikanischer Jazzmusiker
- Aaron Klug (1926–2018), britischer Biochemiker und Molekularbiologe
- Aaron Königs (* 1994), deutscher Fernsehdarsteller
- Aaron Korsh (* 1966), US-amerikanischer Drehbuchautor und Fernsehproduzent
- Aaron Krickstein (* 1967), US-amerikanischer Tennisspieler
- Aaron Kyle (* 1954), US-amerikanischer American-Football-Spieler
- Aaron Le (* 1982), deutsch-vietnamesischer Polizeiangestellter, Schauspieler, Sänger, Synchronsprecher
- Aaron Lewis (* 1972), US-amerikanischer Rock- und Country-Musiker (Gesang und Gitarre)
- Aaron Maté (* 1979), kanadischer Journalist
- Aaron Mensing (* 1997), deutsch-dänischer Handballspieler
- Aaron Mermelstein (* 1987), US-amerikanischer Pokerspieler
- Aaron Neville (* 1941), US-amerikanischer Sänger
- Aaron Nimzowitsch (1886–1935), lettischer Schachspieler und -theoretiker
- Aaron Norris (* 1951), US-amerikanischer Regisseur, Produzent und ehemaliger Stuntman
- Aaron Novik (* 1974), US-amerikanischer Jazzmusiker
- Aaron Ogden (1756–1839), US-amerikanischer Politiker
- Aaron Palushaj (* 1989), US-amerikanischer Eishockeyspieler
- Aaron Parks (* 1983), US-amerikanischer Jazzpianist
- Aaron Paul (* 1979), US-amerikanischer Schauspieler
- Aaron Pierre (* 1994), britischer Film- und Theaterschauspieler
- Aaron Ramsey (* 1990), walisischer Fußballspieler
- Aaron Rodgers (* 1983),  US-amerikanischer American-Football-Spieler
- Aaron Rufer (* 1995), deutscher Schauspieler
- Aaron Schneider (* 1965), US-amerikanischer Regisseur und Kameramann
- Aaron Slight (* 1966), neuseeländischer Motorradrennfahrer
- Aaron Smith, eigentlicher Name von Shwayze (* 1986), US-amerikanischer Rapper
- Aaron Smith (* 1987), US-amerikanischer Basketballschiedsrichter
- Aaron Solowoniuk (* 1974), kanadischer Schlagzeuger
- Aaron Spears (1976–2023), US-amerikanischer Musiker
- Aaron D. Spears (* 1971), US-amerikanischer Schauspieler
- Aaron Spelling (1923–2006), US-amerikanischer Film- und Fernsehproduzent
- Aaron Stanford (* 1976), US-amerikanischer Schauspieler und Filmproduzent
- Aaron Swartz (1986–2013), US-amerikanischer Programmierer
- Aaron Taylor-Johnson (* 1990), britischer Schauspieler
- Aaron Troschke (* 1989), deutscher Moderator, Reporter, Webvideoproduzent und Unternehmer
- Aaron Turner (* 1977), US-amerikanischer Sänger, Musiker, Grafikdesigner und Labelbetreiber
- Aaron Tveit (* 1983), US-amerikanischer Theater- und Filmschauspieler
- Aaron Van Blarcum (* 1976), US-amerikanischer Unternehmer und Pokerspieler
- Aaron Van Cleave (* 1987), kanadisch-US-amerikanischer Eiskunstläufer
- Aaron Wan-Bissaka (* 1997), englischer Fußballspieler
- Aaron Ward (* 1973), kanadischer Eishockeyspieler
- Aaron Worms (1754–1836), französischer Talmudist und Rabbiner

### Aarón
- Aarón Dian Darias Scheithe (* 1982), deutsch-spanischer Fußballspieler
- Aarón Galindo (* 1982), mexikanischer Fußballspieler
- Aarón Gamal (1961–2021), mexikanischer Fußballspieler
- Aarón Martín Caricol (* 1997), spanischer Fußballspieler
- Aarón Ñíguez Esclápez (* 1989), spanischer Fußballspieler
- Aarón Padilla Gutiérrez (1942–2020), mexikanischer Fußballspieler
- Aarón Padilla Mota (* 1977), mexikanischer Fußballspieler
- Aarón Villegas (* 1980), spanischer Radrennfahrer
- Aarón Wergifker (1914–1994), argentinischer Fußballspieler